# Марко Спортьєлло
Марко Спортьєлло (італ. Marco Sportiello, нар. 10 травня 1992, Дезіо) — італійський футболіст, воротар клубу «Мілан».

## Клубна кар'єра
Народився 10 травня 1992 року в місті Дезіо.
У дорослому футболі дебютував 2010 року виступами за команду клубу «Сереньо», в якій провів один сезон, взявши участь у 28 матчах чемпіонату. 
Згодом з 2011 по 2019 рік грав у складі команд клубів «Поджибонсі», «Аталанта» та «Карпі», «Фіорентина» та «Фрозіноне».
До складу клубу «Аталанта» повернувся з оренди у 2019 році.

## Статистика виступів

### Статистика клубних виступів
Станом на 28 вересня 2019 року
| Сезон                  | Команда                | Чемпіонат              | Чемпіонат | Чемпіонат | Національний кубок | Національний кубок | Національний кубок | Континентальні кубки | Континентальні кубки | Континентальні кубки | Інші змагання | Інші змагання | Інші змагання | Усього | Усього |
| Сезон                  | Команда                | Ліга                   | Ігор      | Голів     | Ліга               | Ігор               | Голів              | Ліга                 | Ігор                 | Голів                | Ліга          | Ігор          | Голів         | Ігор   | Голів  |
| ---------------------- | ---------------------- | ---------------------- | --------- | --------- | ------------------ | ------------------ | ------------------ | -------------------- | -------------------- | -------------------- | ------------- | ------------- | ------------- | ------ | ------ |
| 2010–11                | «Сереньо»              | D                      | ?1        | -26 + -1  | CI-D               | ?                  | -?                 | -                    | -                    | -                    | -             | -             | -             | 29     | -27    |
| 2011–12                | «Поджибонсі»           | 2D                     | 34        | -41       | CI-LP              | 4                  | -5                 | -                    | -                    | -                    | -             | -             | -             | 38     | -46    |
| 2012–13                | «Карпі»                | 1D                     | 30+4      | -27 + -4  | КІ+CI-LP           | 3+0                | -2+-0              | -                    | -                    | -                    | -             | -             | -             | 37     | -33    |
| 2013–14                | «Аталанта»             | A                      | 3         | -3        | КІ                 | 1                  | -0                 | -                    | -                    | -                    | -             | -             | -             | 4      | -3     |
| 2014–15                | «Аталанта»             | A                      | 37        | -55       | КІ                 | 0                  | -0                 | -                    | -                    | -                    | -             | -             | -             | 37     | -55    |
| 2015–16                | «Аталанта»             | A                      | 36        | -43       | КІ                 | 1                  | -0                 | -                    | -                    | -                    | -             | -             | -             | 37     | -43    |
| 2016-січ. 2017         | «Аталанта»             | A                      | 8         | -14       | КІ                 | 2                  | -0                 | -                    | -                    | -                    | -             | -             | -             | 10     | -14    |
| січ.-черв. 2017        | «Фіорентина»           | A                      | 2         | -4        | КІ                 | 0                  | 0                  | ЛЄ                   | 0                    | 0                    | -             | -             | -             | 2      | -4     |
| 2017–18                | «Фіорентина»           | A                      | 37        | -38       | КІ                 | 0                  | 0                  | -                    | -                    | -                    | -             | -             | -             | 37     | -38    |
| Усього за «Фіорентина» | Усього за «Фіорентина» | Усього за «Фіорентина» | 39        | -42       |                    | 0                  | -0                 |                      | 0                    | 0                    |               | -             | -             | 39     | -42    |
| 2018–19                | «Фрозіноне»            | A                      | 35        | -64       | КІ                 | 1                  | -2                 | -                    | -                    | -                    | -             | -             | -             | 36     | -66    |
| 2019–20                | «Аталанта»             | A                      | 1         | -1        | КІ                 | 0                  | -0                 | ЛЧ                   | 0                    | 0                    | -             | -             | -             | 1      | -1     |
| Усього за «Аталанта»   | Усього за «Аталанта»   | Усього за «Аталанта»   | 85        | -116      |                    | 4                  | -0                 |                      | 0                    | 0                    |               | -             | -             | 89     | -116   |
| Усього за кар'єру      | Усього за кар'єру      | Усього за кар'єру      | 256       | -321      |                    | 12                 | -9                 |                      | 0                    | 0                    |               | -             | -             | 268    | -330   |

## Досягнення
- Володар Суперкубка Італії з футболу (1):

«Мілан»: 2024